# Piedra (La Coruña)
Piedra (llamada oficialmente Santa María da Pedra) es una parroquia española del municipio de Cariño, en la provincia de La Coruña, Galicia.

## Entidades de población
Entidades de población que forman parte de la parroquia:
- A Area
- As Casas Novas
- Barreiros
- Basanta (A Basanta)
- Boca da Leira (A Boca da Leira)
- Campanario[5] (O Campanario)
- Campo de Monte[6] (O Campo do Monte)
- Cañotas[7] (As Cañotas)
- Castiñeira (A Castiñeira)
- Castro (O Castro)
- Cerca[8] (A Cerca)
- Cerca Pequena (A Cerca Pequena)
- Corredoira (A Corredoira)
- Figueiras
- Figueiroa
- Fontao
- Lodeiro
- Lourido[9] (O Lourido)
- Morela[10] (Murela)
- O Airado
- O Cadro
- O Esteiro
- Ortigueira[11] (A Ortigueira)
- Outeiro (O Outeiro)
- Postiña[12] (A Postiña)
- Pousadoiro (O Pousadoiro)
- Reboredo
- Sagrón
- Sixto[13] (O Sisto)

## Despoblados
Despoblados que forman parte de la parroquia:
- Cabaneiro (O Cabaneiro)
- Castelo[14] (O Castelo)
- Fornos
- Golpa (A Golpa)
- Maciñeiras (As Maciñeiras)
- Vilanova

## Demografía
| Gráfica de evolución demográfica de Piedra entre 2000 y 2018 |
|                                                              |
| Datos según el nomenclátor publicado por el INE.             |